# Brachiaria urocoides
Brachiaria urocoides är en gräsart som beskrevs av Shou Liang Chen och Y.X.Jin. Brachiaria urocoides ingår i släktet Brachiaria och familjen gräs. Inga underarter finns listade i Catalogue of Life.